# Навагирске планине
Навагирске планине или Навагир (рус. Навагирский хребет, Навагир) брдски је ланац у северозападном делу Великог Кавказа који се протеже паралелно са црноморском обалом на подручју Абрауског полуострва, на југу европског дела Руске Федерације. Административно припада Краснодарској покрајини, односно њеном Новоросијском градском округу.
Простире се од Анапе до Новоросијска. Највише тачке Навагира су брда Глава шећера (рус. Сахарная Голова; 540 м) и Колдун (440 метара).